# Marcel Kittel
Marcel Kittel (* 11. května 1988 Arnstadt, Německo) je bývalý německý profesionální silniční cyklista, místo jeho posledního působení byla švýcarská stáj Katusha Alpecin. Jako junior se specializoval na časovky. Na juniorských šampionátech vyhrál 2 zlaté medaile. Když přestoupil mezi seniory, začal se specializovat na hromadný sprint. Na závodech Grand Tour vyhrál 19 etap (14 na Tour, 4 na Giru a 1 na Vueltě).

## Účast na Grand Tour
|                 | 2011 | 2012 | 2013 | 2014 | 2015 | 2016 | 2017 |
| --------------- | ---- | ---- | ---- | ---- | ---- | ---- | ---- |
| Giro d'Italia   | —    | —    | —    | DNF  | —    | DNF  | —    |
| Vyhrané etapy   | —    | —    | —    | 2    | —    | 2    | —    |
| Tour de France  | —    | DNF  | 166  | 161  | —    | 166  | DNF  |
| Vyhrané etapy   | —    | 0    | 4    | 4    | —    | 1    | 5    |
| Vuelta a España | DNF  | —    | —    | —    | —    | —    |      |
| Vyhrané etapy   | 1    | —    | —    | —    | —    | —    |      |